# Gouvernement Wilmès I
Pour les articles homonymes, voir Gouvernement Wilmès.
Royaume de Belgique
Michel II Wilmès II
Le gouvernement Wilmès I est le gouvernement fédéral du royaume de Belgique entre le 27 octobre 2019 et le 17 mars 2020, sous la 55e législature de la Chambre des représentants. Il regroupe les libéraux francophones (MR) et flamands (Open VLD) ainsi que les démocrates-chrétiens flamands (CD&V) au sein d'une coalition minoritaire en affaires courantes. Il est dirigé par la libérale francophone Sophie Wilmès.
Ce gouvernement d'affaires courantes est mis en place à la suite d'un remaniement ministériel du gouvernement Michel II consécutif au départ de Charles Michel pour la présidence du Conseil européen et assure l'intérim le temps qu'un gouvernement de plein exercice soit mis en place. Il s'agit du premier et seul gouvernement belge à ce jour à n'avoir été qu'uniquement chargé d'affaires courantes.
Il s'agit du premier gouvernement fédéral de l'histoire de Belgique à être dirigé par une femme.
Confronté à la pandémie de coronavirus de 2019-2020, le gouvernement demande le soutien de l'opposition ainsi que les pouvoirs spéciaux afin de pouvoir réagir au mieux à l'urgence sanitaire. Le 17 mars 2020, le nouveau gouvernement prête serment devant le roi et devient un gouvernement de plein exercice.

## Historique du mandat
Dirigé par la libérale francophone Sophie Wilmès, première femme à accéder à ce poste depuis la création de la Belgique, il prend de facto la suite du gouvernement Michel II, dont il constitue un remaniement par redistribution des portefeuilles laissés vacants par la nomination de Charles Michel à la présidence du Conseil européen et par l'accession de Sophie Wilmès au poste de Première ministre.
Comme le précédent gouvernement, ayant démissionné le 21 décembre 2018, le gouvernement Wilmès est un gouvernement intérimaire chargé de l'expédition des affaires courantes, et ce jusqu'à ce qu'une majorité soit trouvée à la Chambre à la suite des élections législatives du 26 mai 2019.
En mars 2020, la Belgique est touchée par la pandémie de coronavirus de 2019-2020. Le 10 mars, le gouvernement fédéral fait plusieurs recommandations pour gérer la pandémie : interdire les événements de masse d'intérieur de plus de 1 000 personnes, déconseiller les fêtes scolaires, encourager le télétravail et éviter de prendre les transports publics si l'on est une personne à risque. Le 12 mars, le gouvernement annonce qu'une phase de gestion fédérale de crise est mise en place (pour la première fois depuis les attentats de Bruxelles de 2016) et de nouvelles mesures sont annoncées : annulation des activités récréatives, culturelles, folkloriques privées ou publiques ; fermeture des discothèques, cafés et restaurants ; fermeture le week-end de tous les magasins (sauf supermarchés, pharmacies et magasins d'alimentation) ; suspension des cours dans les écoles mais avec un service d'accueil pour les enfants ne pouvant être gardés par des personnes autres que leurs grands-parents. Le respect de ces mesures sera quant à lui assuré par les services de police.  
Le 15 mars 2020, il est décidé que le gouvernement Wilmès recevra les pouvoirs spéciaux pour lutter contre la pandémie de coronavirus grâce au soutien d'une partie de l'opposition (PS, sp.a, Ecolo, Groen, cdH, N-VA et DéFI).

## Composition

### Initiale (27 octobre 2019)
| Fonction | Titulaire | Titulaire | Titulaire               | Parti    |
| --- | --------- | --------- | ----------------------- | -------- |
| Première ministre |           |           | Sophie Wilmès           | MR       |
| Vice-Premier ministre Ministre de la Justice (chargé de la Régie des Bâtiments) |           |           | Koen Geens              | CD&V     |
| Vice-Premier ministre Ministre des Finances (chargé de la Lutte contre la fraude fiscale) Ministre de la Coopération au développement                                                                            |           |           | Alexander De Croo       | Open VLD |
| Vice-Premier ministre Ministre des Affaires étrangères et européennes, et de la Défense (chargé de Beliris et des Institutions culturelles fédérales)                                                            |           |           | Didier Reynders         | MR       |
| Ministre de la Sécurité et de l'Intérieur |           |           | Pieter De Crem          | CD&V     |
| Ministre des Affaires sociales et de la Santé publique, et de l'Asile et de la Migration |           |           | Maggie De Block         | Open VLD |
| Ministre des Pensions |           |           | Daniel Bacquelaine      | MR       |
| Ministre de l'Énergie, de l'Environnement et du Développement durable |           |           | Marie-Christine Marghem | MCC (MR) |
| Ministre du Budget et de la Fonction publique (chargé de Loterie nationale et de la Politique scientifique) |           |           | David Clarinval         | MR       |
| Ministre de la Mobilité (chargé de Skeyes et de la SNCB) |           |           | François Bellot         | MR       |
| Ministre des Classes moyennes, des Indépendants, des PME, de l'Agriculture et de l'Intégration sociale (chargé des Grandes villes)                                                                               |           |           | Denis Ducarme           | MR       |
| Ministre de l'Agenda numérique, des Télécommunications et de la Poste (chargé de la Simplification administrative, de la Lutte contre la fraude sociale, de la Protection de la vie privée et de la Mer du Nord) |           |           | Philippe De Backer      | Open VLD |
| Ministre de l'Emploi, de l'Économie et des Consommateurs (chargée du Commerce extérieur, de la Lutte contre la pauvreté, de l'Égalité des chances et des Personnes handicapées)                                  |           |           | Nathalie Muylle         | CD&V     |

### Remaniement du 30 novembre 2019
Le gouvernement est remanié afin de redistribuer les compétences de Didier Reynders, celui-ci prenant ses fonctions au sein de la Commission européenne : Sophie Wilmès récupère la gestion de Beliris, Koen Geens les Affaires européennes et David Clarinval devient vice-Premier ministre ; Philippe Goffin entre quant à lui au gouvernement et devient ministre des Affaires étrangères et de la Défense. 
- Les nouveaux membres sont indiqués en gras, ceux ayant changé d'attributions en italique.

| Fonction | Titulaire | Titulaire | Titulaire               | Parti    |
| --- | --------- | --------- | ----------------------- | -------- |
| Première ministre (chargée de Beliris et des Institutions culturelles fédérales) |           |           | Sophie Wilmès           | MR       |
| Vice-Premier ministre Ministre de la Justice et des Affaires européennes (chargé de la Régie des Bâtiments) |           |           | Koen Geens              | CD&V     |
| Vice-Premier ministre Ministre des Finances (chargé de la Lutte contre la fraude fiscale) Ministre de la Coopération au développement                                                                            |           |           | Alexander De Croo       | Open VLD |
| Vice-Premier ministre Ministre du Budget et de la Fonction publique (chargé de Loterie nationale et de la Politique scientifique)                                                                                |           |           | David Clarinval         | MR       |
| Ministre de la Sécurité et de l'Intérieur |           |           | Pieter De Crem          | CD&V     |
| Ministre des Affaires sociales et de la Santé publique, et de l'Asile et de la Migration |           |           | Maggie De Block         | Open VLD |
| Ministre des Pensions |           |           | Daniel Bacquelaine      | MR       |
| Ministre de l'Énergie, de l'Environnement et du Développement durable |           |           | Marie-Christine Marghem | MCC (MR) |
| Ministre des Affaires étrangères et de la Défense |           |           | Philippe Goffin         | MR       |
| Ministre de la Mobilité (chargé de Skeyes et de la SNCB) |           |           | François Bellot         | MR       |
| Ministre des Classes moyennes, des Indépendants, des PME, de l'Agriculture et de l'Intégration sociale (chargé des Grandes villes)                                                                               |           |           | Denis Ducarme           | MR       |
| Ministre de l'Agenda numérique, des Télécommunications et de la Poste (chargé de la Simplification administrative, de la Lutte contre la fraude sociale, de la Protection de la vie privée et de la Mer du Nord) |           |           | Philippe De Backer      | Open VLD |
| Ministre de l'Emploi, de l'Économie et des Consommateurs (chargée du Commerce extérieur, de la Lutte contre la pauvreté, de l'Égalité des chances et des Personnes handicapées)                                  |           |           | Nathalie Muylle         | CD&V     |